# Stanley Shaldon
Stanley Shaldon (* 8. November 1931 in London; † 20. Dezember 2013 in Monaco) war ein britischer Arzt für Nierenerkrankungen.
Er etablierte die Hämodialyse, initiierte die European Renal Association – European Dialysis and Transplant Association (ERA-EDTA), und ein Dialysekatheter wurde nach ihm benannt.

## Leben
Shaldon wurde 1931 in London geboren und studierte von 1946 bis 1956 Medizin an der Cambridge University sowie an der Middlesex University in London. Nachdem er zwei Jahre im Militärdienst als Facharzt in einem Krankenhaus in Lagos gearbeitet hatte, machte er seine postgraduale Ausbildung in London-Hammersmith und am Royal Free Krankenhaus, wo er 1960 Dozent für Medizin und Assistenzarzt wurde. In den 1970er Jahren verließ er Großbritannien und arbeitete als Gastprofessor in Montpellier, Frankreich, Stockholm und Schweden. Von 1977 bis zum emeritierten Status war Shaldon verantwortlich für die Forschungsabteilung der Abteilung für Nephrologie am Universitätsklinikum in Nimes, Frankreich.